# Casa Wittgenstein
La casa Wittgenstein (in tedesco Haus Wittgenstein) è un edificio ubicato tra la Kundmanngasse e la Parkgasse a Vienna. Voluto da Margaret Stonborough-Wittgenstein, fu realizzato tra il 1926 e il 1928 dall'architetto Paul Engelmann (un allievo di Adolf Loos), con il quale collaborò attivamente anche il filosofo Ludwig Wittgenstein, fratello della committente.

## Storia

### Progettazione e realizzazione
L'architetto Paul Engelmann aveva già lavorato per la ricca famiglia Wittgenstein prima che, negli ultimi mesi del 1925, Margarete Wittgenstein (figlia dell'industriale Karl Wittgenstein, citata anche come Margaret Stonborough-Wittgenstein in seguito al suo matrimonio con lo statunitense Jerome Stonborough) lo ingaggiasse per realizzare una nuova grande casa su un lotto di terra da lei acquistato nel terzo distretto di Vienna.
Del progetto si interessò subito anche Ludwig Wittgenstein, fratello di Margarete, che aveva conosciuto Engelmann durante la prima guerra mondiale. Egli aveva opinioni molto forti in fatto di architettura, e tra la fine del 1925 e l'inizio del 1926 non perse occasione, quando gli capitava di essere a Vienna, di discutere con la sorella e con l'amico i dettagli del progetto.

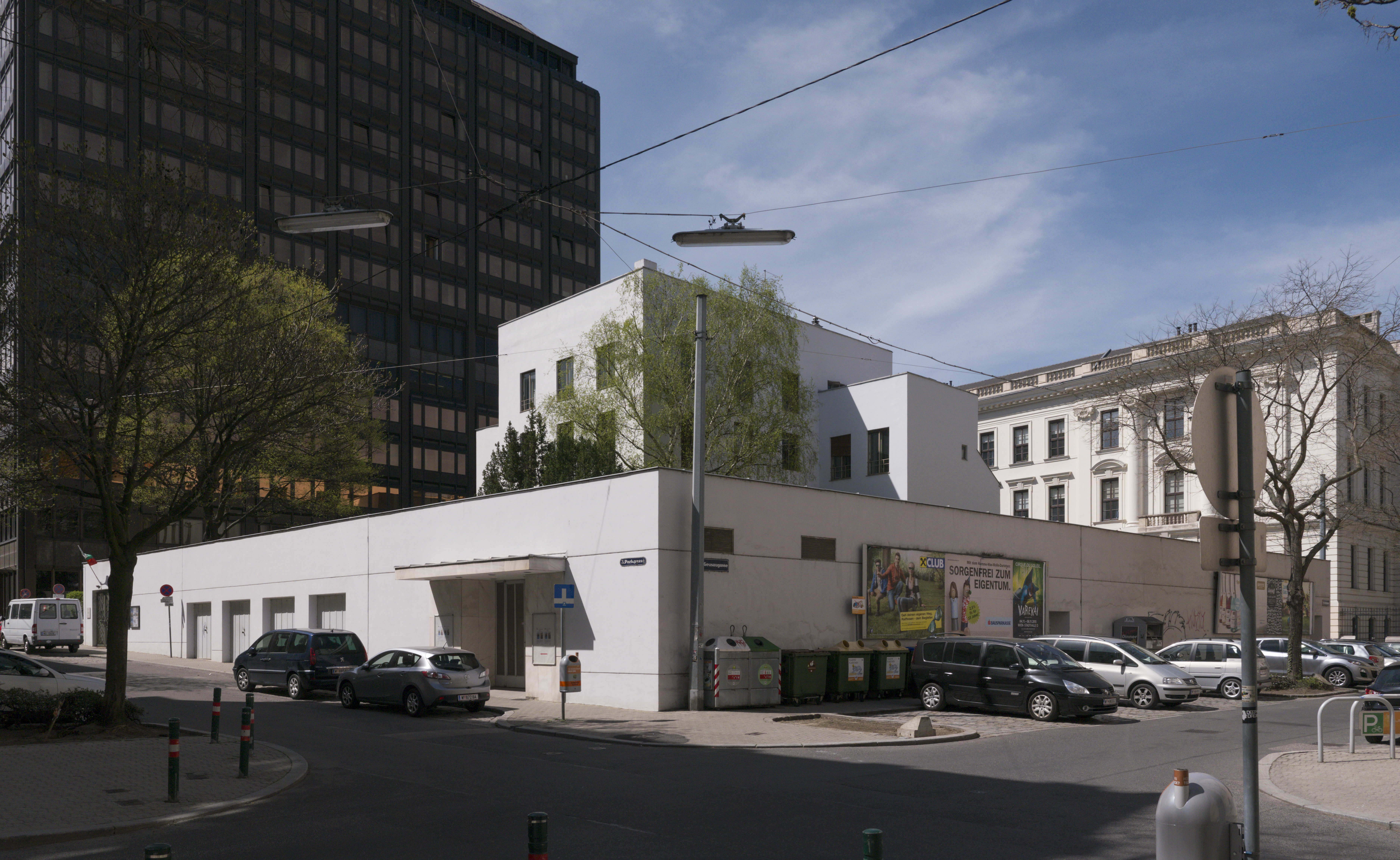
Vista d'insieme dell'edificio

In quel periodo Ludwig era prossimo al termine della sua tormentata carriera di insegnante; tra il 1921 e il 1922 era riuscito a far pubblicare la sua prima opera filosofica importante, il Tractatus logico-philosophicus, che nelle sue intenzioni dell'epoca avrebbe dovuto essere anche l'ultima, e si era in seguito ritirato in una zona molto remota delle Alpi austriache per svolgervi la professione di maestro elementare. Questa esperienza era stata tuttavia molto frustrante per Wittgenstein, che, al culmine della conflittualità che si era creata con gli allievi e con le loro famiglie, aveva dovuto affrontare addirittura un processo per aver maltrattato fisicamente un alunno. Per favorire il reinserimento del fratello nella società cittadina in seguito a questi eventi, che avevano avuto su di lui pesanti strascichi psicologici, Margarete lo incoraggiò a prendere attivamente parte ai lavori di progettazione della sua nuova casa; egli si fece coinvolgere volentieri e il suo ruolo divenne sempre più rilevante col passare dei mesi; tanto che Engelmann, che aveva iniziato il lavoro quando Ludwig era ancora maestro a Otterthal, ebbe a dire alla fine che il progetto era opera più di Wittgenstein che sua.
Il ruolo di Ludwig Wittgenstein nella progettazione dell'edificio fu concentrato prevalentemente sull'elaborazione delle finiture: serramenti, porte, radiatori. L'impianto generale della casa, per come era stato delineato da Engelmann, mostrava l'appartenenza di costui alla scuola di Adolf Loos: il grande edificio a tre piani era infatti costituito da volumi estremamente lineari, la cui composizione, all'esterno come all'interno, ammetteva solo la cura delle proporzioni come elemento estetico, e rifiutava ogni decorazione e ogni ornamento.

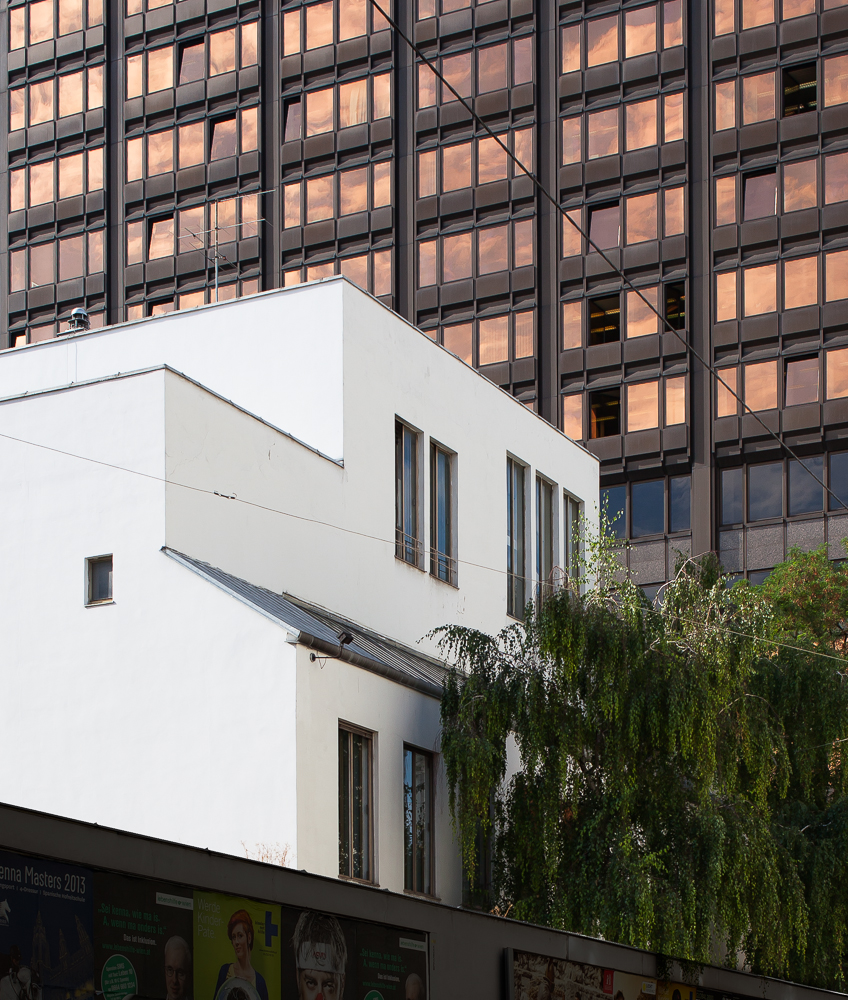
Un dettaglio, che mette in evidenza la mancanza di elementi decorativi

I dettagli funzionali (non decorativi) disegnati da Ludwig, e da lui curati in ogni fase della loro realizzazione e installazione, dovevano dare un contributo determinante alla bellezza della casa. Egli supervisionò i relaviti lavori con una meticolosità che il suo biografo Ray Monk definisce «quasi fanatica». In più di un'occasione vi furono attriti e veri e propri conflitti con gli artigiani che dovevano realizzarli. Margarete ricordò come esemplare della precisione quasi maniacale che Ludwig esigeva il fatto che egli pretese, quando ormai la casa era quasi terminata, che il soffitto di un salone fosse alzato di tre centimetri, affinché rispettasse esattamente le proporzioni volute.

### Dal termine della costruzione a oggi
Anche per questo ordine di ragioni i lavori si protrassero piuttosto a lungo. Se la versione definitiva dei disegni era pronta il 13 novembre 1926, fu solo negli ultimi mesi del 1928 che gli occupanti poterono trasferirvisi. Margarete fu molto soddisfatta del risultato, che, come scrisse la sorella Hermine, si adattava perfettamente al suo amore per le cose grandiose e originali. Con riferimento all'austerità che caratterizzava l'edificio, e al suo aspetto monumentale, ma freddo, che la portò a decidere di non trasferirvisi a sua volta, Hermine Wittgenstein in effetti scrisse:
Ludwig Wittgenstein stesso scrisse della sua opera:
In breve tempo la crisi del 1929, che pure non compromise la posizione della famiglia Wittgenstein, costrinse Margarete a rilevanti tagli del personale di servizio, mentre nel 1938 l'Anschluss la obbligò a scappare negli Stati Uniti d'America, abbandonando quindi la casa. Margarete vi fece ritorno nel 1947, dopo la fine della seconda guerra mondiale, che aveva visto l'edificio occupato per un periodo dalle truppe sovietiche e dai loro cavalli.

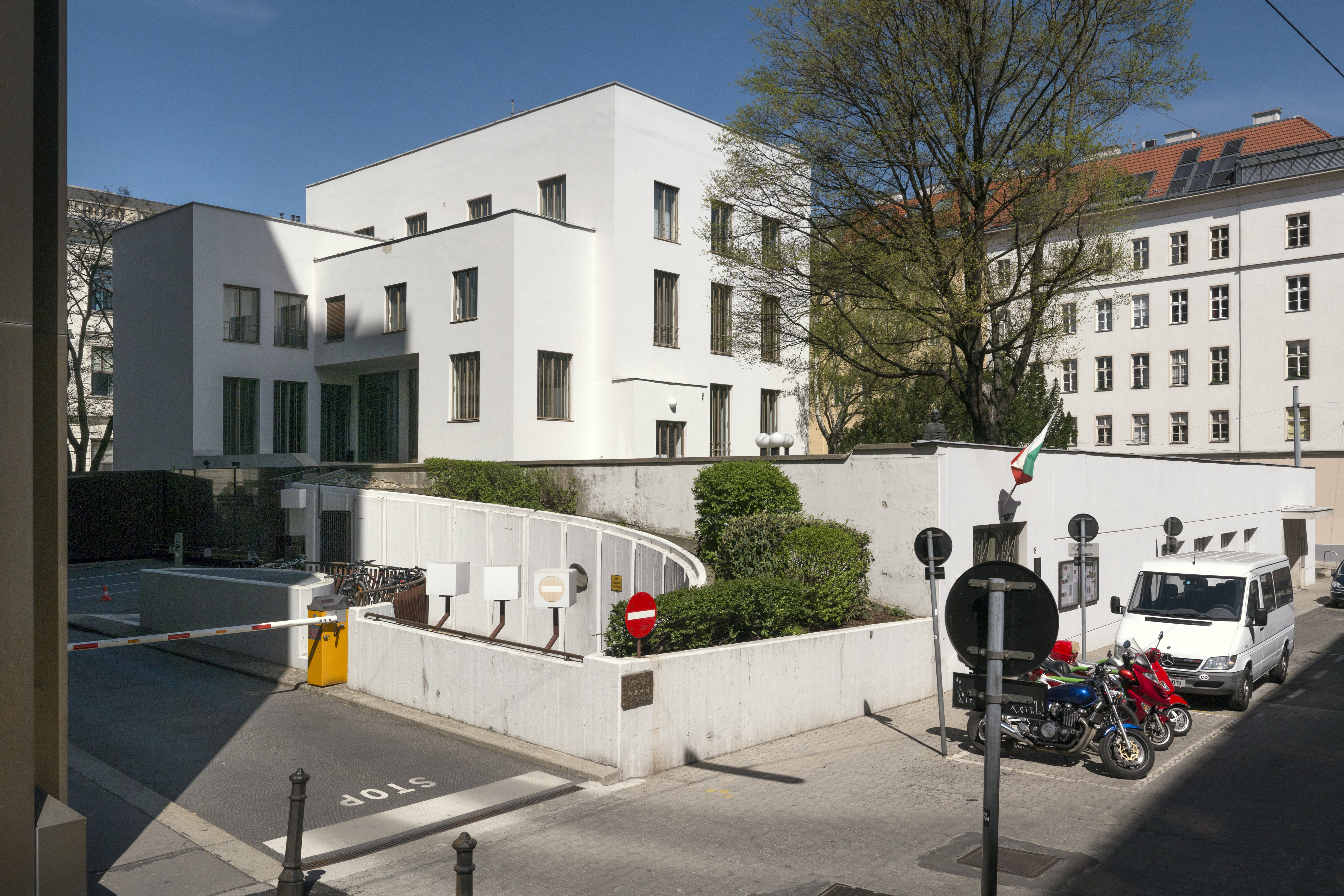
Vista d'insieme

Dopo la morte di Margarete, nel 1958, la casa passò al figlio, Thomas Stonborough, che però non vi abitò mai e nel 1971 la vendette, destinandola alla demolizione. L'edificio evitò questo fato grazie all'intervento delle autorità viennesi, venne acquistato nel 1975 dal governo della Bulgaria e destinato a ospitare l'istituto di cultura bulgara (Bulgarisches Kulturinstitut) di Vienna, funzione che svolge tuttora.

## Descrizione
L'aspetto esterno dell'edificio è caratterizzato dalla severa linearità, priva di elementi decorativi, tipica dell'architettura loosiana. L'organizzazione asimmetrica dei volumi e la disposizione delle finestre sulle superfici spoglie delle facciate movimentano il complesso, che tuttavia ha un aspetto massiccio e pesante.
La casa ha tre piani; il piano nobile comprende un salone, una sala da pranzo e una biblioteca, oltre gli ambienti che originariamente erano le stanze private di Margarete; le stanze al piano superiore erano destinate ai bambini e ai domestici.
All'interno, come all'esterno, non erano presenti ornamenti, e anche l'arredamento funzionale era ridotto al minimo, con l'esclusione di tappeti e tende; non erano presenti nemmeno paralumi, ma solo semplici lampadine. Le pareti erano tinteggiate con un ocra chiaro, mentre i pavimenti erano di pietra scura.

## Wittgenstein architetto e Wittgenstein filosofo
Più di una fonte ha messo in relazione l'esperienza di Ludwig Wittgenstein nella realizzazione della casa voluta dalla sorella con gli sviluppi della sua filosofia durante la seconda fase della sua vita e del suo pensiero.

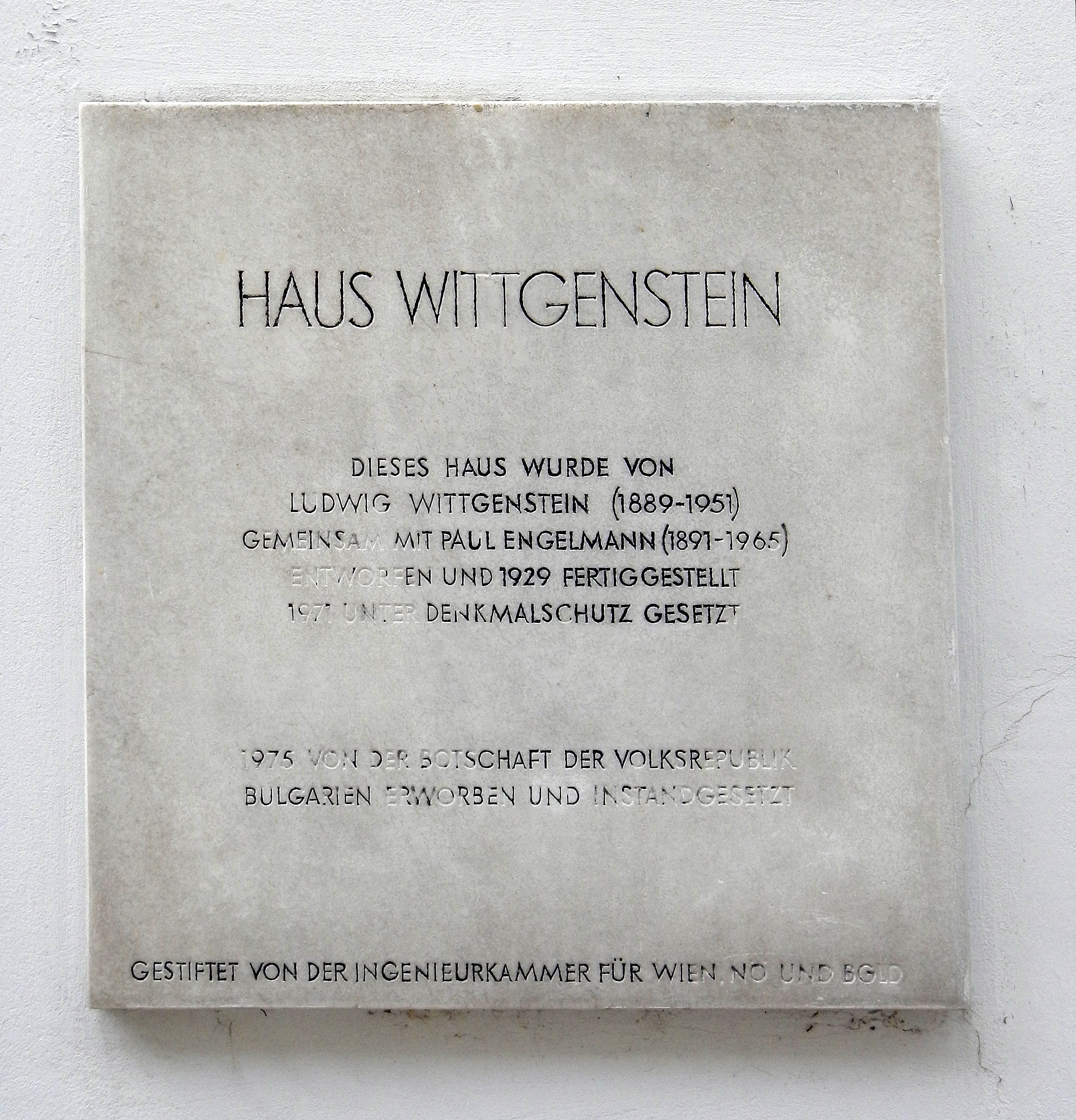
La targa che presenta l'edificio

In un libro dedicato al modo in cui «il lavoro della mano può informare il lavoro della mente», Richard Sennett ha sostenuto che l'attività di progettazione e di supervisione della realizzazione di una struttura architettonica (e dei suoi elementi costitutivi) influenzò la concezione wittgensteiniana del linguaggio, portandola dall'astrattezza rigorosa del Tractatus alla visione "ludica" che caratterizza le Ricerche filosofiche. In una direzione simile vanno le osservazioni di chi accosta questa esperienza biografica a quella, di poco precedente, dell'insegnamento elementare, affermando che il punto di vista filosofico di Wittgenstein fu influenzato dallo studio dell'apprendimento del linguaggio da parte dei bambini così come dall'osservazione del suo uso abbozzato da parte dei muratori al lavoro.